# Basili Faber
Basili Faber (1520, Żary - 1576, Erfurt) fou un teòleg i escolàstic luterà alemany.

## Biografia
El 1538 entrà a la Universitat de Halle-Wittenberg com a pauper gratis de Philipp Melanchthon. Arribà a ser rector de les escoles de Nordhausen, Tennstadt (1555), Magdeburg (1557) i Quedlinburg (1560), però d'aquest últim càrrec fou destituït el desembre del 1570 per cripto-calvinista. El 1571 fou nomenat director, no rector, del Rathsgymnasium d'Erfurt, càrrec que ocupà fins a la seva mort. Es coneix traduccions seves dels comentaris del Gènesi de Martí Luter de 1557 com mitjà per difondre la ideologia luterana. A més a més contribuí en les Centúries de Magdeburg.
La seva obra més coneguda és Thesaurus Eruditionis Scholasticae publicada per primera vegada el 1571. Va aparèixer en nombroses edicions posteriors, inclosa l'edició Den Haag de dos volums el 1735 a la biblioteca Smith. Encara que no era una obra de teologia, el Tesaurus de Faber va ser una font important per a l'educació especialment al segle xviii, i hi ha nombroses entrades per a termes teològics o per a conceptes amb una importància teològica significativa, indexades especialment a les fonts clàssiques.

## Obra principal
- Thesaurus eruditionis scholasticae (1571)
- Libellus de disciplina scholastica (1572)